# Мартин, Марсэй
Кэ́йла Марсэ́й Ма́ртин (англ. Caila Marsai Martin; род. 14 августа 2004 года, Плейно, Техас, США) — американская актриса и продюсер. Наиболее известна по роли Дайан Джонсон в сериале «Черноватый». Лауреат множества наград, включая премии «Молодой актёр», BET Awards и NAACP Image Award.
Мартин вошла в Книгу рекордов Гиннесса как самый молодой исполнительный продюсер в истории Голливуда в возрасте 14 лет и 241 дня.Также в 2019 году совместно с родителями она основала продюсерскую компанию Genius Productions.

## Ранние годы
Мартин родилась 14 августа 2004 года в городе Плейно (штат Техас) в семье Джошуа и Кэрол Мартин. Она — единственный ребёнок в семье. Посещала начальную школу имени Сесара Чавеса города Литл-Элм. В 2013 году Мартин вместе с родителями переехала в Лос-Анджелес, чтобы начать актёрскую карьеру.
Американская певица и актриса Жанель Монэ приходится Мартин дальней родственницей.

## Карьера
С пяти лет Мартин начала сниматься в рекламных роликах. В 2014 впервые дебютировала на экране, присоединившись к основному актёрскому составу сериала «Черноватый», где сыграла роль Дайан Джонсон. За эту роль была удостоена премии «Молодой актёр» в номинации «Лучший молодая актриса второго плана в телесериале», а также была дважды номинирована на премию Гильдии киноактёров США в номинации «Лучший актёрский состав в комедийном сериале».
В 2017 года Мартин появилась в небольшой роли в фильме «Весёлый ужин мамочек». А в 2018 году сыграла в одном их эпизодов сериала «Несгибаемая Кимми Шмидт».
В 2019 году выступила в роли исполнительного продюсера фильма «Мелкая», в котором также сыграла одну из главных ролей. Благодаря этому достижению она вошла в Книгу рекордов Гиннесса как самый молодой исполнительный продюсер в истории Голливуда в возрасте 14 лет и 241 дня.Также в 2019 году совместно с родителями она основала продюсерскую компанию Genius Productions. В том же году её компания Genius Productions подписала контракт с Universal Pictures на производство фильмов.  В 2020 году Мартин была включена в список Forbes 30 Under 30 в категории «Голливуд и развлечения».
В 2021 году также озвучила роль Либерти в анимационном мультфильме «Щенячий патруль в кино», а в 2023 году вернулась к этой роли в сиквеле «Щенячий патруль: Мегафильм». В 2025 году снялась в фильме «Большая двадцатка», сыграв дочь героев Виолы Дэвис и Энтони Андерсона. 

## Личная жизнь
С 2025 года состоит в отношениях с автогонщиком NASCAR Раджой Карутом.

### Благотворительность
В 2018 году Мартин основала некоммерческую организацию Marsai’s Way Foundation, цель которой — поддержка и развитие молодежи, особенно из малообеспеченных сообществ. Фонд предлагает образовательные программы, наставничество, стипендии и инициативы по развитию лидерских качеств, направленные на поддержку молодых людей. В 2025 году в партнерстве с Seeds of Fortune Inc. фонд запустил программу, предоставляющую молодым женщинам уникальную возможность общения с финансовыми лидерами и получения знаний о достижении экономической независимости. Основная цель этой программы — сокращение расового и гендерного неравенства в благосостоянии.

## Фильмография

### Актёрские работы
| Год       |     | Русское название                            | Оригинальное название                                 | Роль                       |
| --------- | --- | ------------------------------------------- | ----------------------------------------------------- | -------------------------- |
| 2014—2022 | с   | Черноватый                                  | Black-ish                                             | Дайан Джонсон              |
| 2015—2018 | мс  | Голди и мишка                               | Goldie & Bear                                         | Джилл                      |
| 2016      | мс  | Шоу мистера Пибоди и Шермана                | The Mr. Peabody & Sherman Show                        | Анисса / маленькая девочка |
| 2016      | ф   | Нина                                        | Nina                                                  | маленькая девочка          |
| 2016      | тф  | —                                           | An American Girl Story — Melody 1963: Love Has to Win | Мелоди Эллисон             |
| 2016—2019 | мс  | Елена — принцесса Авалора                   | Elena of Avalor                                       | Катерина                   |
| 2017      | ф   | Весёлый ужин мамочек                        | Fun Mum Dinner                                        | Ханна                      |
| 2017      | кор | Лимонадная мафия                            | Lemonade Mafia                                        | Кира Андерсон              |
| 2018      | с   | Несгибаемая Кимми Шмидт                     | Unbreakable Kimmy Schmidt                             | Аиша                       |
| 2019      | ф   | Мелкая                                      | Little                                                | Джордан Сандерс            |
| 2019      | с   | Дамы шутят по-чёрному                       | A Black Lady Sketch Show                              | Ренис                      |
| 2019      | мс  | Костюмный квест                             | Costume Quest                                         | Скаут                      |
| 2019—2020 | с   | Смешанный                                   | Mixed-ish                                             | Дайан Джонсон              |
| 2019—2020 | мс  | Драконы. Команда спасения                   | DreamWorks Dragons: Rescue Riders                     | Аггро                      |
| 2020      | мф  | Драконы. Команда спасения: тайны Песнекрыла | Dragons: Rescue Riders: Secrets of the Songwing       | Аггро                      |
| 2019—2021 | мс  | Удивительная Ви                             | Vampirina                                             | Фрэнки                     |
| 2021      | мф  | Спирит Непокорный                           | Spirit Untamed                                        | Пруденс Грэнджер           |
| 2021      | мф  | Щенячий патруль в кино                      | PAW Patrol: The Movie                                 | Либерти                    |
| 2022      | ф   | Виртуальный футбол                          | Fantasy Football                                      | Кармен Коулман             |
| 2023      | мф  | Щенячий патруль: Мегафильм                  | PAW Patrol: The Mighty Movie                          | Либерти                    |
| 2023      | ф   | Отличный гамбургер 2                        | Good Burger 2                                         | дружелюбный клиент         |
| 2024      | мс  | Добрые времена                              | Good Times                                            | Грей Эванс                 |
| 2024      | мс  | LEGO Звёздные войны: Восстанови Галактику   | Lego Star Wars: Rebuild the Galaxy                    | Йеси Скала                 |
| 2025      | ф   | Большая двадцатка                           | G20                                                   | Серена Саттон              |

### Продюсерские работы
- 2019 — Мелкая / Little (исполнительный продюсер)
- 2022 — Виртуальный футбол / Fantasy Football

## Награды и номинации
Полный список наград и номинаций на IMDb.
| Награда                        | Год  | Категория                                                  | Работа     | Результат |
| ------------------------------ | ---- | ---------------------------------------------------------- | ---------- | --------- |
| Премия «Молодой актёр»         | 2015 | Лучший молодая актриса второго плана в телесериале         | Черноватый | Номинация |
| Премия «Молодой актёр»         | 2016 | Лучший молодой актёрский ансамбль в телесериале            | Черноватый | Номинация |
| Премия «Молодой актёр»         | 2016 | Лучший молодая актриса второго плана в телесериале         | Черноватый | Победа    |
| Премия Гильдии киноактёров США | 2017 | Лучший актёрский состав в комедийном сериале               | Черноватый | Номинация |
| Премия Гильдии киноактёров США | 2018 | Лучший актёрский состав в комедийном сериале               | Черноватый | Номинация |
| Teen Choice Awards             | 2019 | Choice Movie: Актриса комедии                              | Мелкая     | Номинация |
| MTV Movie & TV Awards          | 2019 | Лучшая комедийная роль                                     | Мелкая     | Номинация |
| BET Awards                     | 2017 | Лучшая молодая звезда                                      |            | Номинация |
| BET Awards                     | 2018 | Лучшая молодая звезда                                      | Номинация  |           |
| BET Awards                     | 2019 | Лучшая молодая звезда                                      | Победа     |           |
| BET Awards                     | 2020 | Лучшая молодая звезда                                      | Победа     |           |
| BET Awards                     | 2022 | Лучшая молодая звезда                                      | Победа     |           |
| BET Awards                     | 2023 | Лучшая молодая звезда                                      | Победа     |           |
| NAACP Image Award              | 2016 | Лучшая роль в молодёжной или детской программе             | Черноватый | Номинация |
| NAACP Image Award              | 2016 | Лучшая женская роль второго плана в комедийном телесериале | Черноватый | Победа    |
| NAACP Image Award              | 2017 | Лучшая роль в молодёжной или детской программе             | Черноватый | Победа    |
| NAACP Image Award              | 2017 | Лучшая женская роль второго плана в комедийном телесериале | Черноватый | Номинация |
| NAACP Image Award              | 2018 | Лучшая роль в молодёжной или детской программе             | Черноватый | Номинация |
| NAACP Image Award              | 2018 | Лучшая женская роль второго плана в комедийном телесериале | Черноватый | Победа    |
| NAACP Image Award              | 2019 | Лучшая роль в молодёжной или детской программе             | Черноватый | Победа    |
| NAACP Image Award              | 2019 | Лучшая женская роль второго плана в комедийном телесериале | Черноватый | Победа    |
| NAACP Image Award              | 2020 | Лучшая роль в молодёжной или детской программе             | Черноватый | Победа    |
| NAACP Image Award              | 2020 | Лучшая женская роль второго плана в комедийном телесериале | Черноватый | Победа    |
| NAACP Image Award              | 2020 | Лучшая женская роль второго плана в кинофильме             | Мелкая     | Победа    |
| NAACP Image Award              | 2020 | Лучший прорыв года в кинофильме                            | Мелкая     | Победа    |
| NAACP Image Award              | 2021 | Лучшая роль в молодёжной или детской программе             | Черноватый | Победа    |
| NAACP Image Award              | 2021 | Лучшая женская роль второго плана в комедийном телесериале | Черноватый | Победа    |
| NAACP Image Award              | 2022 | Лучшая женская роль второго плана в комедийном телесериале | Черноватый | Номинация |
| NAACP Image Award              | 2023 | Лучшая женская роль второго плана в комедийном телесериале | Черноватый | Номинация |